# Elías Barraza
Elías Daniel Barraza (Quilmes, Provincia de Buenos Aires, Argentina; 24 de febrero de 1998) es un futbolista argentino. Juega de defensor en Deportivo Español de la Primera C.

## Trayectoria

### Quilmes
Barraza comenzó a jugar en las inferiores de Quilmes con 14 años. Después de varios años en las juveniles del club, firmó su primer contrato profesional, que se extiende hasta 2023.
Meses más tarde, debutó en la Primera del Cervecero, ingresando a los 43 minutos del segundo tiempo por el lesionado Raúl Lozano, en la victoria por 3-1 sobre All Boys.

## Estadísticas
- Actualizado hasta el 9 de agosto de 2025.

| Quilmes Argentina | 2.ª                 | 2019-20             | 3  | 0 | - | - | - | - | 3  | 0 |
| Quilmes Argentina | Total club          | Total club          | 3  | 0 | - | - | - | - | 3  | 0 |
| Defensores Unidos Argentina | 3.ª                 | 2020                | 3  | 0 | - | - | - | - | 3  | 0 |
| Defensores Unidos Argentina | 3.ª                 | 2021                | 21 | 1 | - | - | - | - | 21 | 1 |
| Defensores Unidos Argentina | Total club          | Total club          | 24 | 1 | - | - | - | - | 24 | 1 |
| Sacachispas Argentina | 2.ª                 | 2022                | 11 | 0 | 1 | 0 | - | - | 12 | 0 |
| Sacachispas Argentina | 3.ª                 | 2023                | 26 | 0 | - | - | - | - | 26 | 0 |
| Sacachispas Argentina | 3.ª                 | 2024                | 1  | 0 | - | - | - | - | 1  | 0 |
| Sacachispas Argentina | Total club          | Total club          | 38 | 0 | 1 | 0 | - | - | 39 | 0 |
| Deportivo Español Argentina | 4.ª                 | 2025                | 17 | 0 | 1 | 0 | - | - | 18 | 0 |
| Deportivo Español Argentina | Total club          | Total club          | 17 | 0 | 1 | 0 | - | - | 18 | 0 |
| Total en su carrera | Total en su carrera | Total en su carrera | 82 | 1 | 2 | 0 | - | - | 84 | 1 |
| (1) Las copas nacionales se refiere a la Copa Argentina. (2) Las copas internacionales se refiere a la Copa Libertadores y a la Copa Sudamericana. (3) Media de goles por encuentro. No incluye goles en partidos amistosos. |                     |                     |    |   |   |   |   |   |    |   |